# تسورومی-کو، یوکوهاما
تسورومی-کو (به لاتین: Tsurumi-ku) یک منطقهٔ مسکونی در ژاپن است که در یوکوهاما واقع شده‌است. تسورومی-کو ۳۳٫۲۳ کیلومتر مربع مساحت و ۲۷۰٬۴۳۳ نفر جمعیت دارد.